# Nowe Żukowice
Nowe Żukowice (prononcer [ˈnɔvɛ ʐukɔˈvit͡sɛ]) est un village dans la gmina de Lisia Góra, dans le powiat de Tarnów, en Petite-Pologne, dans le sud de la Pologne.  
Le village a une population de 910 habitants.[Quand ?]